# Эллиптическая орбита
Эллиптическая орбита — в астродинамике и небесной механике кеплерова орбита с эксцентриситетом меньше 1. Круговая орбита является частным случаем эллиптической орбиты при нулевом эксцентриситете. В более строгом определении эллиптической орбиты круговые орбиты исключаются; таким образом, эллиптические орбиты имеют эксцентриситет строго больше нуля и меньше единицы. В более широком смысле эллиптической орбитой является кеплерова орбита с отрицательной энергией. Такое определение включает и радиальные эллиптические орбиты, эксцентриситет которых равен единице.
В рамках гравитационной задачи двух тел при отрицательной энергии тела движутся по эллиптическим орбитам с одинаковым периодом вокруг барицентра. Также положение одного тела относительно другого описывает эллиптическую орбиту.
В числе примеров эллиптических орбит можно указать гомановскую траекторию, орбиту «Молния» и орбиту «Тундра».

## Скорость
При стандартных предположениях орбитальную скорость  ({\displaystyle v\,}) тела на эллиптической орбите можно вычислить из выражения 
{\displaystyle v={\sqrt {\mu \left({2 \over {r}}-{1 \over {a}}\right)}},}
где 
- {\displaystyle \mu \,} — гравитационный параметр,
- {\displaystyle r\,} — расстояние между телами,
- {\displaystyle a\,\!} — длина большой полуоси.

В случае гиперболической траектории в уравнении для скорости слагаемое имеет вид  + {\displaystyle {1 \over {a}}}; если принять значение a отрицательным, знак минус сохранится.

## Орбитальный период
Орбитальный период   ({\displaystyle T\,\!}) движущегося по эллиптической орбите тела вычисляется по формуле  
{\displaystyle T=2\pi {\sqrt {a^{3} \over {\mu }}},}
где
- {\displaystyle \mu \,} — гравитационный параметр,
- {\displaystyle a\,\!} — длина большой полуоси.

Следствия:
- орбитальный период равен периоду для круговой орбиты с радиусом, равным значению большой полуоси,
- для данного значения большой полуоси орбитальный период не зависит от эксцентриситета.

## Энергия
При стандартных предположениях энергия, приходящаяся на единицу массы, ({\displaystyle \varepsilon \,}) для эллиптической орбиты отрицательна; закон сохранения энергии принимает вид:  
{\displaystyle {v^{2} \over {2}}-{\mu  \over {r}}=-{\mu  \over {2a}}=\varepsilon <0,}
где
- {\displaystyle v\,} — орбитальная скорость тела,
- {\displaystyle r\,} — расстояние от вращающегося тела до центрального,
- {\displaystyle a\,} — длина большой полуоси,
- {\displaystyle \mu \,} — гравитационный параметр.

Следствия:
- для данной большой полуоси энергия, приходящаяся на единицу массы обращающегося тела, не зависит от эксцентриситета орбиты.

Используя теорему о вириале, получим следующие выводы:
- среднее по времени значение потенциальной энергии в расчёте на единицу массы равно -2ε,
  - среднее по времени значение  r−1 равно a−1,
- среднее по времени значение кинетической энергии в расчёте на единицу массы равно ε.

## Угол наклона траектории
Углом наклона траектории называется угол между вектором скорости обращающегося по орбите тела и местной горизонталью. В рамках стандартных предположений о сохранении углового момента угол {\displaystyle \phi } удовлетворяет уравнению
{\displaystyle h\,=r\,v\,\cos \phi ,}
где
- {\displaystyle h\,} — угловой момент для данной орбиты в расчёте на единицу массы для,
- {\displaystyle v\,} — орбитальная скорость обращающегося тела,
- {\displaystyle r\,} — расстояние от обращающегося тела до центрального,
- {\displaystyle \phi \,} — угол наклона траектории.

{\displaystyle \psi } является углом между местной горизонталью и большой полуосью эллипса. {\displaystyle \nu } — местная истинная аномалия. {\displaystyle \phi =\nu +{\frac {\pi }{2}}-\psi }, следовательно,
{\displaystyle \cos \phi =\sin(\psi -\nu )=\sin \psi \cos \nu -\cos \psi \sin \nu ={\frac {1+e\cos \nu }{\sqrt {1+e^{2}+2e\cos \nu }}},}
где {\displaystyle e} — эксцентриситет.
Угловой момент связан с векторным произведением векторов положения и скорости, оно пропорционально синусу угла между векторами.
{\displaystyle \phi } определяется как угол, отличающийся на 90 градусов от угла между векторами, поэтому вместо синуса появляется косинус.

## Параметры орбиты
Состояние обращающегося по орбите тела в любой момент времени определяется положением и скоростью относительно центрального тела, что можно представить с помощью трёхмерных декартовых координат (положение тела задаётся координатами x, y, z) и аналогичных декартовых компонент вектора скорости. Шесть данных величин вместе со временем и массами обоих тел полностью определяют орбиту.  Наиболее общие случаи с шестью данными степенями свободы представляют собой эллиптические и гиперболические орбиты. Меньшим количеством степеней свободы обладают круговая и параболическая орбиты.
Другим часто используемым набором параметров, представляющих орбиту, являются так называемые элементы орбиты.

## Солнечная система
В Солнечной системе планеты, астероиды, большая часть комет и некоторый космический мусор обращаются по эллиптическим орбитам вокруг Солнца. Строго говоря, оба тела движутся вокруг общего фокуса, расположенного ближе к более массивному телу. В случае, когда масса одного из тел на много порядков превосходит массу второго тела, то фокус может располагаться под поверхностью более массивного тела, поэтому можно говорить, что маломассивное тело обращается вокруг массивного. Ниже представлена карта перигелийных и афелийных расстояний планет, карликовых планет и кометы Галлея, показывающая различие эксцентриситетов орбит этих тел. При одинаковых расстояниях от Солнца более длинные полосы свидетельствуют о большем значении эксцентриситета. Отметим практически нулевые эксцентриситеты орбит Венеры и Земли в сравнении с орбитами Эриды и кометы Галлея.
Расстояния до некоторых тел Солнечной системы от Солнца. Левые и правые края полос показывают перигелийное и афелийное расстояния соответственно. Длинные полосы показывают орбиты с большим эксцентриситетом. Радиус Солнца равен 0,7 млн км, радиус Юпитера равен 0,07 млн км, обе величины слишком малы, чтобы быть различимыми на данном изображении.

## Радиальная эллиптическая траектория
Радиальная траектория может представлять собой удвоенный отрезок, являющийся вырожденным эллипсом с нулевой малой полуосью и единичным эксцентриситетом. Хотя эксцентриситет равен единице, орбита не параболическая. Большая часть свойств и формул для эллиптической орбиты применимы в данном случае. Однако орбита не может быть замкнутой. Она незамкнута и представляет собой часть траектории с момента первого касания тел, дальнейшее удаление одного тела от другого и второе касание тел.  В случае точечных масс полная орбита может существовать, при этом в начале и конце траектории возникает сингулярность, скорости в начале и в конце бесконечны и направлены в противоположные стороны, потенциальная энергия равна минус бесконечности. 
Радиальная эллиптическая траектория  является решением задачи двух тел в случае нулевой скорости в некоторый момент, как при падении одного тела на другое.

## История
Жители Древнего Вавилона первыми осознали, что движение Солнца по эклиптике не является равномерным, хотя и не понимали причины этого. Сейчас мы знаем, что этот эффект является следствием неравномерного движения Земли по орбите вокруг Солнца, поскольку Земля имеет большую скорость в перигелии и меньшую в афелии.
В XVII веке Иоганн Кеплер обнаружил, что орбиты планет являются эллипсами, в одном из фокусов которых находится Солнце, и отразил это в своем первом законе. Позднее данный факт был объяснён Исааком Ньютоном как следствие формы всемирного закона тяготения.